# Aquilegia viscosa
Espèce
Aquilegia viscosa, l'Ancolie des Causses, est une espèce de plantes à fleurs de la famille des Ranunculaceae endémique de France.

## Biotope et répartition
L'Ancolie des Causses est une espèce endémique de la région des Grands Causses au sud du Massif central. Elle croît dans des zones rocailleuses calcaires, plutôt à l'ombre, sur des sols légers mais pas trop secs. Elle peut croître également à flanc de falaise, dans les gorges du Tarn ou de la Jonte sur les "balmes" (replat) qui reçoivent des écoulements d'eau du haut de la paroi.
La sous-espèce hirsutissima croît dans les Pyrénées orientales mais celle-ci est plutôt considérée dans la plupart des flores comme une espèce à part entière connue sous le nom de Aquilegia kitaibelii Schott (Ancolie de Kitaibel) ou bien Aquilegia hirsutissima Timb.-Lagr..

## Liste des sous-espèces et variétés
Selon Catalogue of Life (10 mai 2014) :
- sous-espèce Aquilegia viscosa subsp. apuana
- sous-espèce Aquilegia viscosa subsp. hirsutissima
- sous-espèce Aquilegia viscosa subsp. montsicciana (Font Quer) O. Bolòs & Vigo
- sous-espèce Aquilegia viscosa subsp. viscosa
- variété Aquilegia viscosa var. decipiens

Selon The Plant List (10 mai 2014) :
- sous-espèce Aquilegia viscosa subsp. hirsutissima (Lapeyr.) Breistr.

Selon Tropicos (10 mai 2014) (Attention liste brute contenant possiblement des synonymes) :
- sous-espèce Aquilegia viscosa subsp. guarensis (Losa) J.M. Monts.
- sous-espèce Aquilegia viscosa subsp. hirsutissima (Lapeyr.) Breistr.
- variété Aquilegia viscosa var. decipiens (Gren. & Godr.) Breistr.